# Modern Jazz Quartet
Modern Jazz Quartet foi um grupo de jazz, formado em 1952, por Milt Jackson (vibrafone), John Lewis (piano, director musical), Percy Heath (contrabaixo), e Kenny Clarke (bateria). Em 1955 Connie Kay substituiu Clarke.
Ao longo da sua carreira, o Modern Jazz Quartet passou por diversos estilos de jazz, entre as quais o bebop, cool jazz e o third stream.

## História
A origem do grupo data dos anos 40, quando Milt Jackson, Lewis e Clarke tocavam juntos na orquestra de Dizzy Gillespie. Em 1951, formam o Milt Jackson Quartet. Inicialmente, tanto Jackson como Lewis partilhavam do papel de director musical mas, com o tempo, é Lewis que assume essa responsabilidade.
No início da sua carreira, o grupo passou por vários estilos, desde os mais clássicos, passando pelo bebop, e pelo swing. Destacam-se as suas composições originais como Django, composto por Lewis em homenagem a Django Reinhardt, Afternoon In Paris e Bags' Groove, por Jackson.
A sua primeira editora foi a Prestige Records (1952 e 1955) e, nos anos 50, juntam-se à Atlantic Records (1956-1974). No final dos anos 60, assinam pela Apple Records (1967-1969), famosa por ser a editora dos The Beatles, e tornam-se o único grupo de jazz desta editora. Com esta editora lançam dois álbuns: Under the Jasmine Tree, em (1967) e Space, em (1969).
Em 1974, Jackson deixa o grupo, por razões financeiras, considerando que tocavam por pouco dinheiro, e por necessitar de mais liberdade musical. A sua saída leva ao fim do grupo. Em 1981, juntam-se de novo para tocar em festivais e, mais tarde, tocam regularmente durante um período de seis meses por ano. O seu último trabalho foi em 1993.